# Morgan de toi
Morgan de toi ist ein französischer Bekleidungshersteller mit Sitz in Saint-Malo, der der Morgan SA gehört und 1947 als Reizwäschehersteller gegründet wurde. Odette Barouch und Jocelyne Bismuth richteten das Unternehmen im Jahre 1987 unter dem Namen Morgan de toi als Marke für Damenmode neu aus. In den folgenden Jahren machten Prominente wie Laetitia Casta und Carla Bruni Werbung für diese Marke. Morgan de toi wurde 2009 von der Groupe Beaumanoir übernommen.  Das Unternehmen, das weltweit an 300 Standorten tätig ist, wird von Florence Lenn geleitet.